# Stamnodes dukinfieldi
Stamnodes dukinfieldi är en fjärilsart som beskrevs av W. Warren 1900. Stamnodes dukinfieldi ingår i släktet Stamnodes och familjen mätare. Inga underarter finns listade i Catalogue of Life.